# Língua remontado dumagat
Remontado, também conhecida como  sinauna, kabalat,remontado dumagat ou, mais comumente, pelo autônimo Hatang Kayi, é uma língua malaio-polinésia falada em Tanay, General Nakar, Quezon (incluindo em Paimahuan, Limoutan ), Rodriguez (Rizal) e Antipolo. 

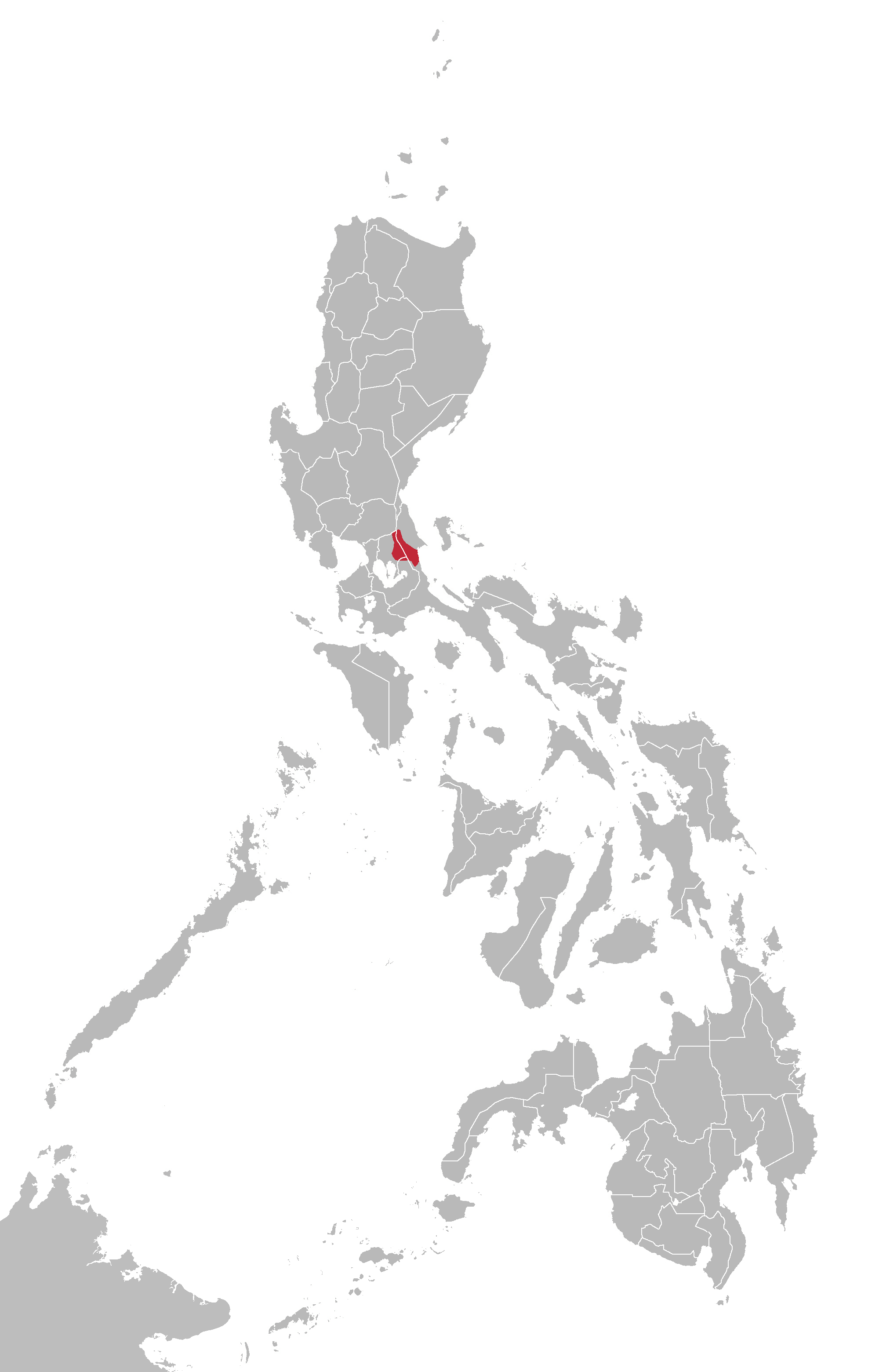
Área onde se fala Ssinauna

## Nome
A língua é referida por vários termos na literatura linguística. Os falantes referem-se à sua língua como Hatang Kayi ("esta língua"), enquanto "Remontado" é o termo mais comum na literatura inglesa usado para se referir tanto à comunidade quanto à sua língua. "Sinauna" (que significa "antigo" ou "antigo" em Tagalog) é um termo usado em alguma literatura que se origina após a descoberta da língua na década de 1970, mas nunca foi usado pelos próprios falantes da língua. "Remontado Agta" também foi usado, mas isso também é errôneo, pois os falantes desta língua nunca são referidos como "Agta".

## Classificação
Reid (2010) classifica a língua como da família Central Luzon, das Filipinas. É uma das línguas negrito das Filipinas.

## Distribuição
Os Remontado Dumagat eram tradicionalmente encontrados nas montanhas ao redor da fronteira entre o distrito de Sampaloc, Quezon em Tanay (Rizal), e General Nakar (Lobel 2013:72-73').
Hoje, o Remontado está quase extinta, sendo falado nas cinco aldeias seguintes, onde só é usado por pessoas idosas com mais de 50 anos (Lobel & Surbano 2019). Duas das vilas estão em Barangay Santa Inez, cidade Tanay, província Rizal em três vilas, Barangay Limutan, cidade General Nakar,
província Quezon. Province.
- Minanga (Sentro), Barangay Limutan, General Nakar (cidade), Quezon (província)
- Sitio Sari, Barangay Limutan, General Nakar (cidade), Quezon (província)
- Sitio Paimuhuan, Barangay Limutan, General Nakar (cidade), Quezon (província)
- Sitio Nayon, Barangay Santa Inez, Tanay (cidade), Rizal (província)
- Sitio Kinabuan, Barangay Santa Inez, Tanay (cidade), Rizal (província)

## Escrita
A língua usa o alfabeto latino sem as vogais E, O; e sem as consoantes C, F, J, Q, V, X, Z. Usam-se as formas Nn, Ng.